# Sizzo di Schwarzburg
Günther Sizzo di Schwarzburg (Rudolstadt, 3 giugno 1860 – Großharthau, 24 marzo 1926) è stato il capo del casato di Schwarzburg e pretendente al principato di Schwarzburg-Rudolstadt.

## Biografia
Nacque a Rudolstadt, figlio del principe regnante di Schwarzburg-Rudolstadt, Federico Günther e della sua seconda moglie, la contessa Elena di Raina. La contessa morì tre giorni dopo aver dato alla luce il principe Sizzo e la sorella gemella principessa Elena. La madre del principe Sizzo era figlia del principe Giorgio di Anhalt-Dessau dalla moglie morganatica Teresa Emma von Erdmannsdorf.
Anche se la madre del principe Sizzo era stata adottata da suo zio, il principe Guglielmo di Anhalt-Dessau (anch'esso figlio del principe ereditario Federico di Anhalt-Dessau), e le era stato concesso il titolo di principessa di Anhalt dal 1º agosto 1855 dal fratello maggiore di suo padre, il duca Leopoldo IV di Anhalt-Dessau, il matrimonio dei suoi genitori era ancora considerato morganatico. A causa di questo, il principe Sizzo non ebbe il diritto di usare il titolo di principe di Schwarzburg-Rudolstadt, ma fu invece creato principe di Leutenberg il 21 giugno 1860. A dispetto di avergli negato l'uso del titolo di principe di Schwarzburg- Rudolstadt, a Sizzo furono concessi i diritti di successione al principato di Schwarzburg-Rudolstadt, in caso di estinzione di tutti i maschi. Anche se tutti i membri del ramo Rudolstadt acconsentirono a questo progetto, i membri del ramo Sondershausen non acconsentirono e detennero per sé i diritti al trono Rudolstadt.

## Riconoscimento dei diritti
Il 21 aprile 1896 al principe Sizzo vennero riconosciuti i diritti di successione da tutti i membri della casa di Schwarzburg; venne inoltre fatto membro a pieno titolo della casata e in grado di usare il titolo di principe Schwarzburg. A seguito dell'accordo, il principe Sizzo divenne l'erede presuntivo di Schwarzburg-Rudolstadt e terzo in linea di successione di Schwarzburg-Sondershausen, dietro il principe regnante di Rudolstadt, Günther, che era secondo e il fratello del principe regnante di Schwarzburg-Sonderhausen, Leopoldo, che era il primo.
Dopo la morte del principe Carlo Günther di Schwarzburg-Sondershausen, il 28 marzo 1909 il ramo di Sondershausen si estinse e i principati di Schwarzburg furono riuniti in unione personale sotto il principe Günther Victor di Schwarzburg-Rudolstadt. Pertanto il principe Sizzo diventò l'erede presuntivo dei due principati.
Le sue possibilità di successione tuttavia si conclusero il 22 novembre 1918, quando il principe Günther abdicò dopo la rivoluzione di novembre che depose tutti i sovrani tedeschi. Dopo la morte del principe Günther il 16 aprile 1925, il principe Sizzo gli succedette come capo del casato di Schwarzburg, ma morì meno di un anno dopo a Großharthau. Il suo unico figlio maschio, il principe Federico di Schwarzburg gli succedette come capo della casata ed erede dei principati di Schwarzburg.

## Matrimonio

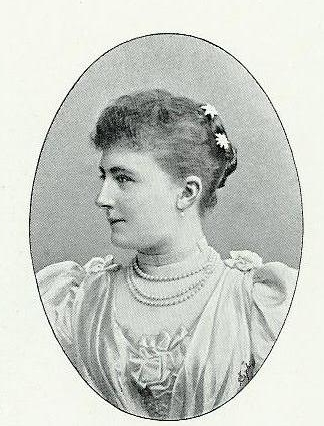
La principessa Alessandra di Schwarzburg

Il 25 gennaio 1897 sposò a Dessau la principessa Alessandra di Anhalt (1868-1958), figlia del duca Federico I e di sua moglie, la principessa Antonietta di Sassonia-Altenburg.
Ebbero tre figli:
- principessa Maria Antonietta di Schwarzburg (1898-1984), sposò il conte Federico Magnus V di Solms-Wildenfels. Ebbero figli;
- principessa Irene di Schwarzburg (1899-1939);
- principe Federico di Schwarzburg (1901-1971), sposò la principessa Sofia di Sassonia-Weimar-Eisenach e il matrimonio finì con un divorzio. Non ebbero figli.

## Ascendenza
|                                                |                               |                                               | Genitori                                           |  |  | Nonni |  |  | Bisnonni                                    |  |  | Trisnonni                                      |  |
|                                                |                               |                                               |                                                    |  |  |       |  |  | 8. Federico Carlo di Schwarzburg-Rudolstadt |  |  | 16. Luigi Günther II di Schwarzburg-Rudolstadt |  |
|                                                |                               |                                               |                                                    |  |  |       |  |  | 8. Federico Carlo di Schwarzburg-Rudolstadt |  |  | 16. Luigi Günther II di Schwarzburg-Rudolstadt |  |
|                                                |                               | 17. Sofia Enrichetta di Reuss-Untergreiz      |                                                    |  |  |       |  |  | 8. Federico Carlo di Schwarzburg-Rudolstadt |  |  |                                                |  |
| 4. Luigi Federico II di Schwarzburg-Rudolstadt |                               |                                               |                                                    |  |  |       |  |  | 8. Federico Carlo di Schwarzburg-Rudolstadt |  |  |                                                |  |
|                                                |                               | 9. Federica di Schwarzburg-Rudolstadt         | 18. Giovanni Federico di Schwarzburg-Rudolstadt    |  |  |       |  |  |                                             |  |  |                                                |  |
|                                                |                               | 9. Federica di Schwarzburg-Rudolstadt         | 18. Giovanni Federico di Schwarzburg-Rudolstadt    |  |  |       |  |  |                                             |  |  |                                                |  |
|                                                |                               | 9. Federica di Schwarzburg-Rudolstadt         | 19. Bernardina Cristiana di Sassonia-Weimar        |  |  |       |  |  |                                             |  |  |                                                |  |
| 2. Federico Günther di Schwarzburg-Rudolstadt  |                               | 9. Federica di Schwarzburg-Rudolstadt         |                                                    |  |  |       |  |  |                                             |  |  |                                                |  |
|                                                |                               | 10. Federico V d'Assia-Homburg                | 20. Federico IV d'Assia-Homburg                    |  |  |       |  |  |                                             |  |  |                                                |  |
|                                                |                               | 10. Federico V d'Assia-Homburg                | 20. Federico IV d'Assia-Homburg                    |  |  |       |  |  |                                             |  |  |                                                |  |
|                                                |                               | 10. Federico V d'Assia-Homburg                | 21. Ulrica Luisa di Solms-Braunfels                |  |  |       |  |  |                                             |  |  |                                                |  |
| 5. Carolina Luisa di Assia-Homburg             |                               | 10. Federico V d'Assia-Homburg                |                                                    |  |  |       |  |  |                                             |  |  |                                                |  |
|                                                |                               | 11. Carolina d'Assia-Darmstadt                | 22. Luigi IX d'Assia-Darmstadt                     |  |  |       |  |  |                                             |  |  |                                                |  |
|                                                |                               | 11. Carolina d'Assia-Darmstadt                | 22. Luigi IX d'Assia-Darmstadt                     |  |  |       |  |  |                                             |  |  |                                                |  |
|                                                |                               | 11. Carolina d'Assia-Darmstadt                | 23. Carolina del Palatinato-Zweibrücken-Birkenfeld |  |  |       |  |  |                                             |  |  |                                                |  |
| 1. Sizzo di Schwarzburg                        |                               | 11. Carolina d'Assia-Darmstadt                |                                                    |  |  |       |  |  |                                             |  |  |                                                |  |
|                                                | 12. Federico di Anhalt-Dessau | 24. Leopoldo III di Anhalt-Dessau             |                                                    |  |  |       |  |  |                                             |  |  |                                                |  |
|                                                | 12. Federico di Anhalt-Dessau | 24. Leopoldo III di Anhalt-Dessau             |                                                    |  |  |       |  |  |                                             |  |  |                                                |  |
|                                                | 12. Federico di Anhalt-Dessau | 25. Luisa di Brandeburgo-Schwedt              |                                                    |  |  |       |  |  |                                             |  |  |                                                |  |
| 6. Giorgio Bernardo di Anhalt-Dessau           | 12. Federico di Anhalt-Dessau |                                               |                                                    |  |  |       |  |  |                                             |  |  |                                                |  |
|                                                |                               | 13. Amalia d'Assia-Homburg                    | 26. Federico V d'Assia-Homburg (= 10)              |  |  |       |  |  |                                             |  |  |                                                |  |
|                                                |                               | 13. Amalia d'Assia-Homburg                    | 26. Federico V d'Assia-Homburg (= 10)              |  |  |       |  |  |                                             |  |  |                                                |  |
|                                                |                               | 13. Amalia d'Assia-Homburg                    | 27. Carolina d'Assia-Darmstadt (= 11)              |  |  |       |  |  |                                             |  |  |                                                |  |
| 3. Helene von Reina                            |                               | 13. Amalia d'Assia-Homburg                    |                                                    |  |  |       |  |  |                                             |  |  |                                                |  |
|                                                |                               | 14. Julius Bernhard Richard von Erdmannsdorff | …                                                  |  |  |       |  |  |                                             |  |  |                                                |  |
|                                                |                               | 14. Julius Bernhard Richard von Erdmannsdorff | …                                                  |  |  |       |  |  |                                             |  |  |                                                |  |
|                                                |                               | 14. Julius Bernhard Richard von Erdmannsdorff | …                                                  |  |  |       |  |  |                                             |  |  |                                                |  |
| 7. Therese von Erdmannsdorff                   |                               | 14. Julius Bernhard Richard von Erdmannsdorff |                                                    |  |  |       |  |  |                                             |  |  |                                                |  |
|                                                |                               | …                                             | …                                                  |  |  |       |  |  |                                             |  |  |                                                |  |
|                                                |                               | …                                             | …                                                  |  |  |       |  |  |                                             |  |  |                                                |  |
|                                                |                               | …                                             | …                                                  |  |  |       |  |  |                                             |  |  |                                                |  |
|                                                |                               | …                                             |                                                    |  |  |       |  |  |                                             |  |  |                                                |  |